# Alejandro Borensztein
Alejandro Borensztein (Buenos Aires, 23 de julio de 1958) es un arquitecto, productor de televisión y escritor argentino, hijo del actor cómico Tato Bores. Fue presidente de CAPIT Cámara Argentina de Productoras Independientes de Televisión desde 2009 vicepresidente del Consejo Económico y Social de la Ciudad de Buenos Aires que depende del gobierno porteño.

## Biografía
Es egresado de la carrera de Arquitectura en la Universidad de Buenos Aires [cita requerida]En 1991 abre su oficina en Punta del Este.También fue el productor general de los debates presidenciales en las elecciones generales de 2015 para Argentina Debate y en las de 2019 y 2023 para la Cámara Electoral Nacional. 
Desde 2013 posee el puesto de subsecretario de prensa de la ciudad de Buenos Aires
Desde niño su relación con la televisión giró alrededor de la carrera televisiva de su padre Tato Bores. En 1987 asumió junto a su hermano Sebastián, la autoría, dirección y producción del ciclo de televisión de su padre. 

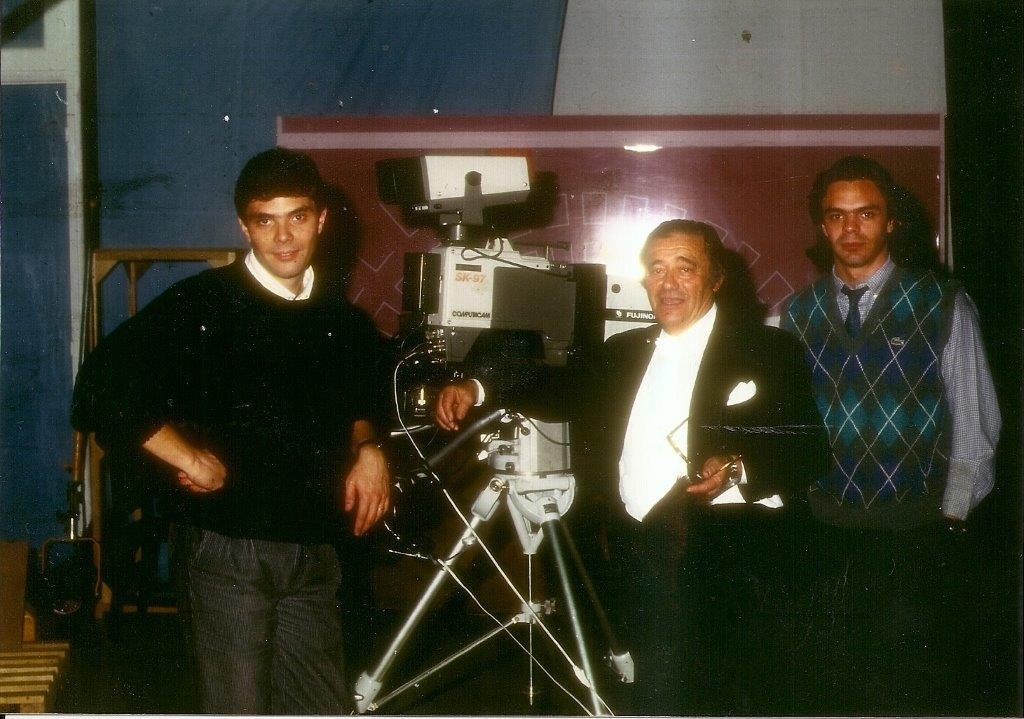
Alejandro y Sebastián Borensztein cuando eran productores de televisión del programa de su padre, Tato Bores.

En 1999 retomó la actividad en la televisión con el programa 'La Argentina de Tato'. En 2000 fundó BBTV junto a su hermano Sebastián, productora independiente que inicia su actividad con el multipremiado ciclo Tiempo Final que se extendió durante las temporadas 2000/2001/2002 
Produjo ciclos periodísticos como Medianoche (2004), ficciones como Malandras (2003) en Canal 9 o programas deportivos como Chau domingo (2005/2006).[cita requerida]En 2019 la asociación CHA presentó la denuncia por diversas notas que el escriba Alejandro Borensztein  cargada de profundas expresiones de homofobia, según la organización, Borenstein fue denunciado ante el Interventor del INADI, Dr. Pedro Mouratian y ante la Defensoría del Público de Servicios de Comunicación Audiovisual, Lic. Cynthia Ottaviano. César Cigliutti, Presidente de la (CHA) dijo “El humor es en este caso un recurso que desprecia y rebaja una manera de ser y de expresarnos. Desde la reivindicación de todas las identidades de nuestra comunidad LGBTI".Ese mismo año tuvo un fuerte cruce con Lidia Papaleo, quien lo acusó de ser “funcional a genocidas” tras el respaldo de Borestein a la expropiación irregular de Papel Prensa durante el Proceso.
Retoma desde 2008 la actividad de escribir crónicas y columnas de humor político. Desde entonces escribe la columna de humor político en la página 2 de la versión dominical del diario Clarín. Su trabajo en Clarín suscitó cierta controversia, ya que la Comunidad Homosexual Argentina (CHA) presentó una denuncia por discriminación contra diversas notas escritas por Borensztein para este medio, que según la organización estaban cargadas de profundas expresiones de homofobia; Borensztein fue denunciado ante el Interventor del INADI, el Doctor Pedro Mouratian, y ante la Defensoría del Público de Servicios de Comunicación Audiovisual, la Licenciada Cynthia Ottaviano. 
Ha publicado siete libros en Editorial Planeta, Comedia Kirchnerista en Nueva York (2010), Compañera Jefa para todos (2012), El año del Compañero Papa (2013), Cristina y los marcianos (2014), La hora del Compañero Macri (2015), Educating Mr. Macri (2016) y Balcarce, el perro que derrotó al kirchnerismo (2017).
Es padre de tres hijos: Julián y Manuel, junto a la panelista y abogada Merlina Licht, y Martina, junto a la periodista y conductora Viviana Canosa.